# Def Jam: Icon
 (octobre 2019).
Si vous disposez d'ouvrages ou d'articles de référence ou si vous connaissez des sites web de qualité traitant du thème abordé ici, merci de compléter l'article en donnant les références utiles à sa vérifiabilité et en les liant à la section « Notes et références ».
Def Jam: Icon est un jeu vidéo de combat mettant en scène des rappeurs américains tels que Lil Jon, Paul Wall, Bun B ou T.I.. Il a été développé par EA Chicago, le développeur de Fight Night: Round 3 et du premier jeu Def Jam : Def Jam Vendetta, et a été édité par Electronic Arts en mars 2007 sur PlayStation 3 et Xbox 360.
À la différence de Def Jam Vendetta et de Def Jam: Fight for NY, ce nouvel opus permet l'interaction entre les décors et la musique, qui sert d'arme pendant le combat. Les décors peuvent alors devenir avantageux ou désavantageux pour le joueur.
Def Jam Icon est doté d'un gameplay moins dynamique dans les combats que dans les précédents opus.
Ce jeu succède à Def Jam Vendetta et à Def Jam: Fight for NY

## Personnages apparaissant dans le jeu

### Personnages réels
- Anthony Anderson (alias Troy Dollar)
- Big Boi
- Bun B
- Christine Dolce
- E-40
- Fat Joe
- Funkmaster Flex (non jouable)
- Ghostface Killa
- James Hong (alias Dr. Chang)
- Jim Jones
- Johnny Nunez
- Kano
- K.D. Aubert (alias Platinum)
- Kevin Liles (alias Curtis Carver) (non jouable)
- Lil' Jon
- Liris Crosse
- Ludacris
- Mayra Verónica
- Melyssa Ford
- Method Man (alias Gooch)
- Mike Jones
- Nina Nicole
- Paul Wall
- Redman
- Robert Dolan (alias Wheatly)
- Russell Simmons (alias Rush) (non jouable)
- Sean Paul
- Sticky Fingaz (alias Wink)
- T.I.
- Tego Calderon
- The Game
- Tim Dadabo (alias Fast Hal)
- Young Jeezy

### Personnages non-existants
- Big Herc
- Boyd
- Dae Dae
- David Jacobson (non jouable)
- Greer
- Stan
- Tiny (non jouable)

## Bande-son
Hate Me Now peut seulement être débloquée en progressant dans le mode "Build A Label", tandis que Make It Rain et It's Goin Down peuvent seulement être débloquées en utilisant des codes de triches.
- E-40
  - Tell Me When To Go avec Keak Da Sneak
  - Go Hard Or Go Home avec The Federation
- Fat Joe
  - Make It Rain avec Lil Wayne
- Ghostface Killa
  - The Champ (Remix)
- Jim Jones
  - We Fly High
  - Crunk Muzik
- Konkrete
  - What's That Smell avec Big Boi
- Lil Jon & The East Side Boyz
  - Get Crunk
  - Get Low avec Ying Yang Twins
- Ludacris
  - Get Back
- M.O.P.
  - Ante Up
- Method Man & Redman
  - Da Rockwilder
- Mike Jones
  - Got It Sewed Up (Remix)
  - Back Then
- Nas
  - Hate Me Now avec Puff Daddy
- Paul Wall
  - Sittin Sidewayz avec Big Pokey
  - Trill avec B.G. & Bun B
- Purple Ribbon All-Stars
  - Kryponite (I'm On It)
- Redman
  - Let's Go
  - Fuck Da Security
- Sean Paul
  - Head In The Zone
  - All Out
- T.I.
  - What You Know
  - Top Back
- The Game
  - It's Okay (One Blood) avec Junior Reid
  - Scream On 'Em avec Swizz Beatz
- Young Jeezy
  - Soul Survivor avec Akon
  - I Do This
- Yung Joc
  - It's Goin' Down avec Nitti

## Styles de combat
- Ghetto Blaster (dérivé des arts martiaux mixtes)
- Street Kwon Do (dérivé du taekwondo)
- Black Panther (dérivé du kung fu)
- Muay Fly (dérivé du muay thaï)
- Beatboxer (dérivé de la boxe anglaise)
- Jah Breaker (dérivé de la capoeira)